# Соболево (Великоустюгский район)
Со́болево — упразднённая в 2020 году деревня в Великоустюгском районе Вологодской области России.
Входила в состав Верхневарженского сельского поселения, с точки зрения административно-территориального деления — в Верхневарженский сельсовет.

## География
Расстояние по автодороге до районного центра Великого Устюга — 67 км, до центра муниципального образования Мякинницыно — 5 км. Ближайшие населённые пункты — Насоново, Антушево, Старина, Минино.

## Население
По данным переписи в 2002 году постоянного населения не было.